# کاردی بی
بِلکالیس مارلِنیس آلمانسار (اسپانیایی: Belcalis Marlenis Almánzar‎؛ زادهٔ ۱۱ اکتبر ۱۹۹۲) که با نام حرفه‌ای کاردی بی (به انگلیسی: Cardi B) شناخته شده است، رپر آمریکایی است. او برای وجههٔ عمومی و اشعار بی‌پرده‌اش مورد توجه قرار گرفته است.
او متولد و بزرگ شده در برانکس شهر نیویورک است، از سال ۲۰۱۵ تا سال ۲۰۱۷ به عنوان یک عضو از مجموعه تلویزیون واقع‌نما عشق و هیپ‌هاپ:نیویورک در شبکهٔ وی‌اچ‌وان ظاهر شد. کاردی بی ابتدا توجه‌ها را برای بحث در مورد حرفهٔ او به عنوان یک رقاص در رسانه‌های اجتماعی به خود جلب کرد. تک‌آهنگ «بوداک یلو» و سپس «خوشم میاد» و همکاری‌اش با گروه مارون ۵ در تک‌آهنگ «دخترایی مثل تو» به صدر جدول بیلبورد هات ۱۰۰ رسیدند. اولین آلبوم استودیویی او تعرض به حریم خصوصی (۲۰۱۸) نیز به صدر جدول فروش آمریکا رسید و بیلبورد بعداً آن را برترین آلبوم رپ زن در دهه ۲۰۱۰ معرفی کرد. او در سال ۲۰۲۰ ترانهٔ «واپ» (با مگان د استالین) و در سال ۲۰۲۱ «بالا» را منتشر کرد که هر دو در صدر جدول هات ۱۰۰ و سایر جدول‌های فروش در سراسر جهان قرار گرفتند.
کاردی بی یک جایزه جایزه گرمی، شش رکورد جهانی گینس، شش جایزه موسیقی آمریکا، چهار جایزه موزیک ویدئوی ام‌تی‌وی، و یک جایزه موسیقی بیلبورد دریافت کرده است. او بر اساس گواهی‌نامه‌های فروش بیش از ۱۰۰ میلیون نسخه از آثارش را تنها در ایالات متحده فروخته است.

## اوایل زندگی
کاردی بی در ۱۱ اکتبر ۱۹۹۲، در شهر برانکس از یک پدر دومینیکن و مادر ترینیداد متولد شد.
او در محله هایبریج برانکس جنوبی بزرگ شد، و وقت زیادی را در خانه مادربزرگ پدرش اش در واشینگتن هیتس گذراند.
کاردی بی که کوتاه شدهٔ نام باکاردی است، نام یک برند تجاری مشروب است و توسط مردم برای صدا زدن وی استفاده می‌شده است. چون نام خواهر کوچکتر او هنسی است که برگرفته از نام برند مشروبات الکلی دیگری است.
کاردی بی در دبیرستان فنی و حرفه‌ای در محوطه هربرت اچ. لمن تحصیل می‌کرد تا در دورهٔ تئاتر موزیکال و فن‌شناسی دبیرستان رنسانس شرکت کند.
در طی سال‌های نوجوانی، کاردی بی در سوپرمارکت در مناطق پایین شهر منهتن مشغول به کار بود، که آخرین شغل وی بود تا قبل از اینکه ۱۹ ساله شود. پس از اخراج از سوپرمارکت، مدیر سابق او پیشنهاد کرد که او در یک باشگاه رقص میله‌ای کار کند. او گفته است که برای فرار از فقر و خشونت خانگی به یک استریپر تبدیل شد و همچنین او در یک رابطه خشونت‌آمیز بوده است. کاردی بی همچنین گفته است که تبدیل شدن به یک استریپر برای زندگی اش از بسیاری جهات مثبت بود: «این واقعاً مرا از بسیاری چیزها نجات داد. زمانی که من شروع به انجام این کار کردم به مدرسه بازگشتم.» او می‌گوید این شغل تنها راه به دست آوردن پول کافی و همچنین خروج او از شرایط سخت و ادامه تحصیل او بوده است. او قبل از آنکه سرانجام از این شغل خارج شود در کالج منهتن حضور یافت. در سال ۲۰۱۳، او شروع به انتشار چندین ویدیو در رسانه‌های اجتماعی، در Vine و صفحه اینستاگرامش کرد.

## زندگی شخصی
کاردی بی در سال ۲۰۱۷ دوستی خود را با آفست عضوی از گروه آمریکایی میگوس شروع کرد و
در ۲۷ اکتبر همان سال نامزد کردند. در ۷ آوریل ۲۰۱۸ کاردی بی بارداری خود را از آفست در برنامه پخش زنده شنبه شب اعلام کرد؛ در ۲۵ ژوئن ۲۰۱۸ سایت خبرگزاری TMZ سند ازدواجی را پیدا کرد که نشان می‌داد آن‌ها در سپتامبر ۲۰۱۷ به‌طور خصوصی در اتاق خواب خود ازدواج کرده بودند، پس از انتشار این خبر کاردی بی آن را تأیید کرد. در ۱۰ ژوئیه ۲۰۱۸ کاردی بی و آفست صاحب دختری بنام Kulture Kiari Cephus شدند. در ۵ دسامبر ۲۰۱۸ کاردی بی در حساب اینستاگرام خود اعلام کرد که از آفست جدا شده است؛ و به زودی دنبال کارهای طلاق می‌رود اما کمی پس از آن و عذرخواهی‌های عمومی آفست در کنسرت‌های کاردی و توییترش، کاردی دوباره با آفست آشتی می‌کند و الان باز هم با هم هستند
او در سال ۲۰۲۱ در کنسرتش همراه با همسرش ناگهانی خبر بارداری دومش را داد.

## جوایز و نامزدی‌ها

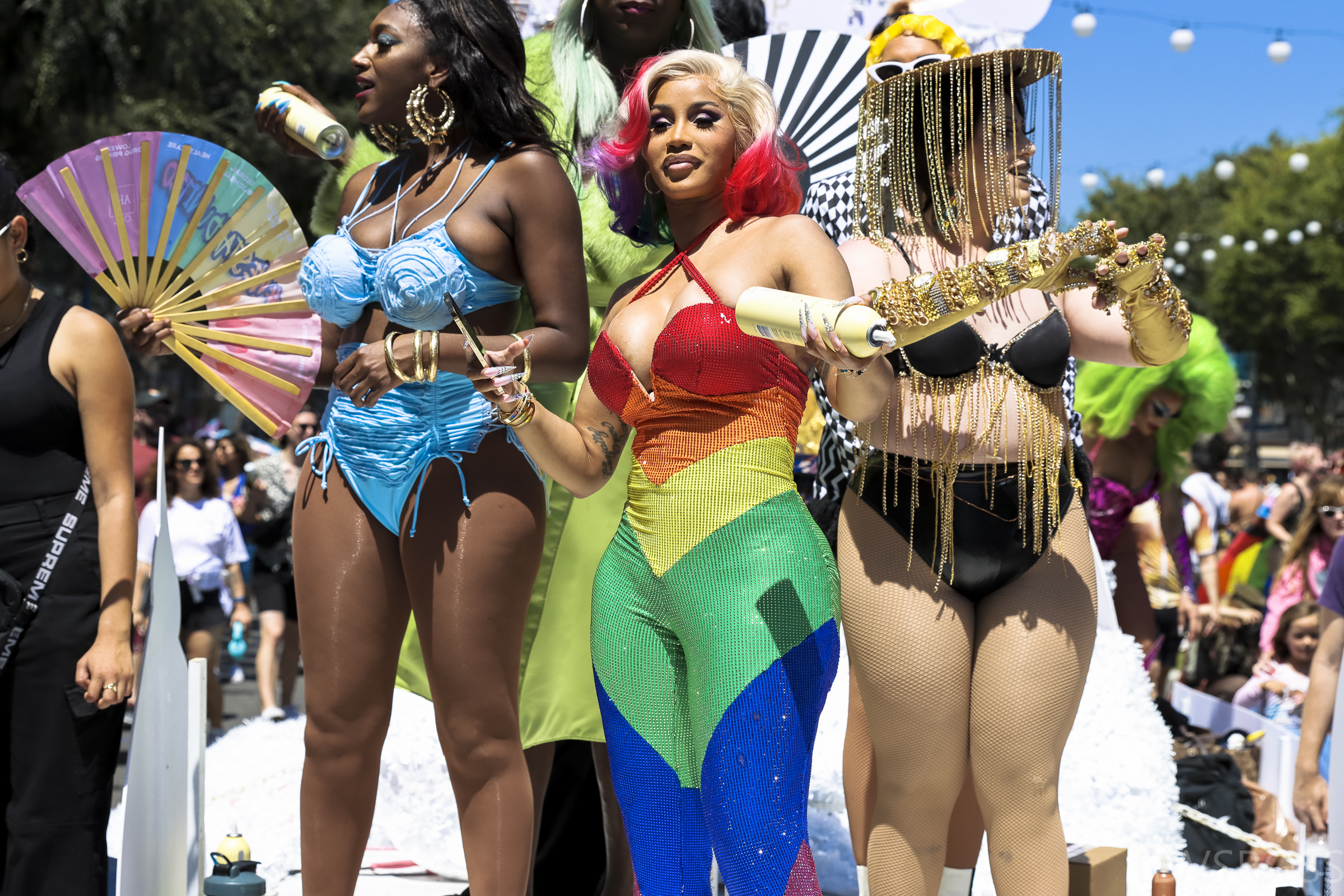
کاردی بی درحال اجرا در وست هالیوود، کالیفرنیا سال ۲۰۲۲

کاردی بی اولین نامزدی خود را در جوایز BET2017 به دست آورد. او موفق به کسب ۵ جایزه در جوایزBET هیپ هاپ سال ۲۰۱۷ و۴ جایزه دیگر BET هیپ هاپ در سال ۲۰۱۸ شد. او ۷ نامزد جایزه گرمی را دریافت کرده است. او موفق به کسب ۳ جایزه موسیقی آمریکا، ۳ جایزه موزیک ویدئوی ام‌تی‌وی جایزه موسیقی، یک جایزه موسیقی NRJ و ۴ جایزه موسیقی iHeartRadio دو جایزه BET و یک جایزه موسیقی بیلبوردشده است. او دو رکورد در کتاب رکوردهای جهانی گینس را به دست آورده است: اکثر ۱۰۰ آهنگ داغ بیلبورد آمریکا توسط یک زن و به دست آوردن بیشترین ۱۰ آهنگ داغ بیلبورد در سبک R&B هیپ هاپ توسط یک زن. او جایزهٔ آلبوم سال را در گرمی ۲۰۱۹ نیز برد. جایزه هیپ هاپ آرتیست ۲۰۱۹ را هم از iHeart گرفت.

## آلبوم‌شناسی
- تعرض به حریم خصوصی (۲۰۱۸)